# Lenus
Lenus était un dieu celtique, longtemps considéré comme guérisseur, vénéré principalement dans l'est de la Gaule, où il a été presque toujours identifié au dieu romain Mars. C'était un dieu important pour la tribu des Trévires, qui avait de grands sanctuaires près des sources thermales de Trèves et du Martberg dans ce qui est aujourd'hui l'Allemagne. Deux dédicaces sont connus dans le sud-ouest de la Grande-Bretagne (Chedworth et Caerwtent). Son nom apparaît le plus souvent dans des inscriptions comme «Lenus Mars», plutôt que «Mars Lenus» comme c'est généralement le cas des noms syncrétisés.

## Compagnes
À Trèves, les partenaires divins de Lenus Mars étaient la déesse celtique Ancamna et la Victoire romaine, aussi bien que les Xulsigiae, qui sont peut-être des nymphes de l'eau. Une inscription de Kaul au Luxembourg semble invoquer Lenus Mars 'Veraudunus' avec la déesse celtique Inciona.

## Sanctuaires

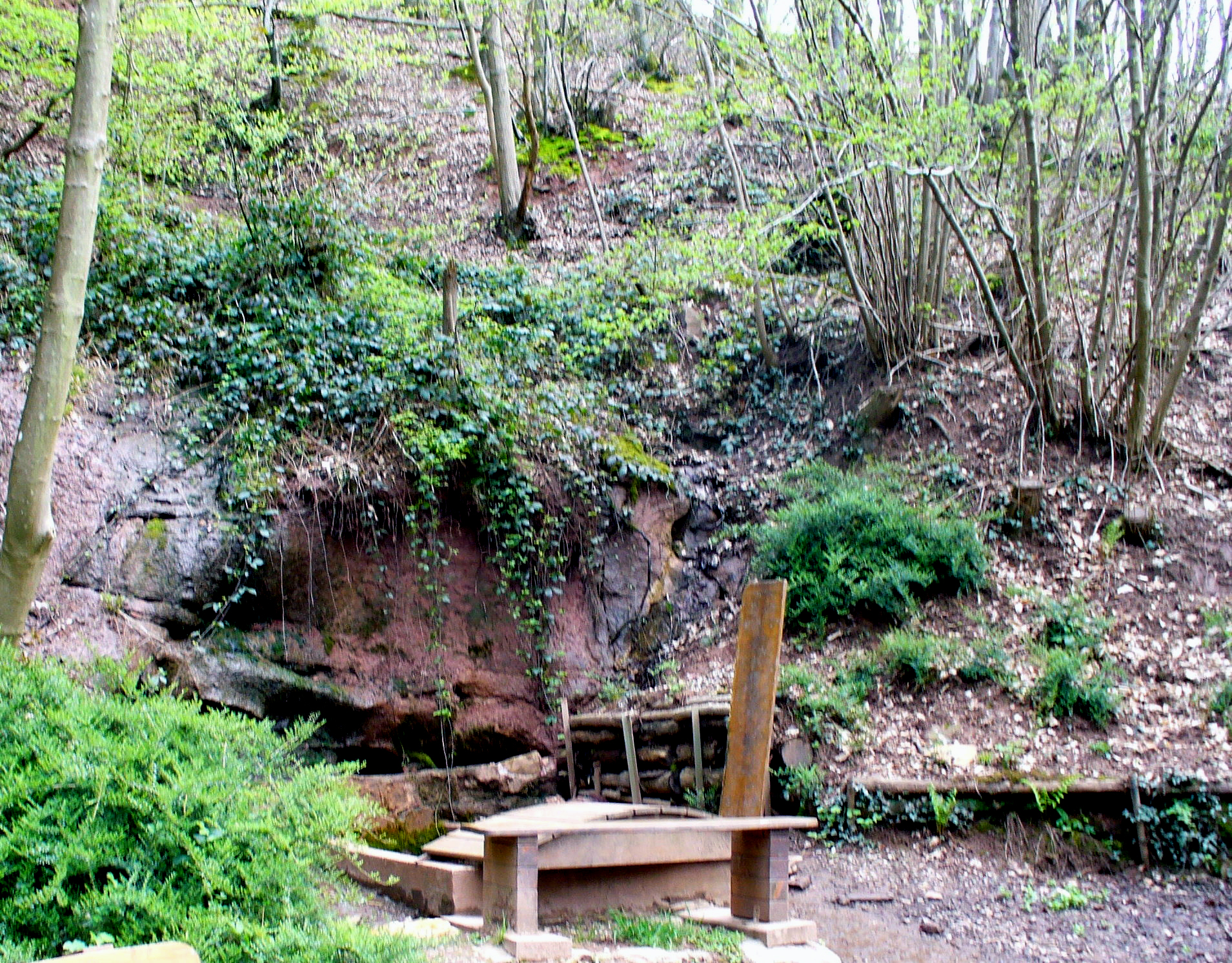
La source sacrée de Lenus Mars près du temple 'Am Irminenwingert' surplombant Trèves.

Au Martberg (Pommern), l’on a retrouvé des dépôts d’armes de l’époque de La Tène qui montrent que le dieu était déjà à cette époque associé à la défense des Trévires. Mais la paix romaine semble avoir infléchi dans un sens civique ses anciennes caractéristiques guerrières. Son grand sanctuaire d'Am Irminenwingert à Trèves comprenait sur 2 ha un grand temple monumental dédié à Lenus Mars et un autre enclos cultuel plus ancien consacré à Mars Iovantucarus (« ami des jeunes ») et aux Xulsigiae, sans compter un grand théâtre et un chemin de procession menant à l’aire sacrée au long duquel se situaient un minimum de trois exèdres pourvus d’autels et de bancs et divers bâtiments annexes. Lenus Mars était un des dieux les plus importants des Trévires romanisés.
Il était pourvu d’un flamen, sacerdoce qui conférait un des rangs les plus éminents dans la colonie. Il s’agit assurément d’un sanctuaire public. Plusieurs inscriptions retrouvées dans les exèdres permettent même de penser qu’il constituait le lieu de réunion des pagi de la cité et que chacun d’eux avait sa propre divinité tutélaire qui fut finalement supplantée par le seul Lenus Mars. Il s’agirait donc d’une sorte de sanctuaire fédéral mais dans un cadre institutionnel parfaitement romanisé. La reprise par T. Derkx de l'étude des monuments votifs retrouvés sur le site, montre qu'il ne s'agissait pas d'un sanctuaire de guérison mais d'un lieu où les fils des citoyens et même probablement de pérégrins accomplissaient des rites de passage assez proches de ceux connus à Rome, comme la prise de la toge virile au temple de Mars Ultor inauguré par Auguste en 2 av. J.-C.